# Stéphane Heulot
Stéphane Heulot, né le 20 mars 1971 à Noyal-Châtillon-sur-Seiche, (Ille-et-Vilaine), au sud de Rennes, est un coureur cycliste français. Il est l'un des meilleurs coureurs français des années 1990. Coureur complet, ayant notamment des qualités en contre-la-montre, il fait des débuts remarqués sous le maillot de la R.M.O. en remportant coup sur coup une étape de l’Étoile de Bessèges puis de Paris-Nice. Il porte le maillot jaune dès sa première participation sur le Tour de France, après avoir conquis le titre de champion de France, en 1996, sous le maillot du Gan de Roger Legeay. Il termine à plusieurs reprises dans les vingt premiers du classement général de la Grande Boucle, son meilleur résultat étant une treizième place en 1998. Il est professionnel de 1992 à 2002.
Il ne remporte aucune course majeure, mais son tempérament offensif et ses nombreuses places d'honneur dans les différentes courses auxquelles il a participé en font de lui un des leaders du peloton de l'époque. Beaucoup de spécialistes le considèrent comme étant baroudeur, ce qui lui permit d'effectuer de nombreuses remontées spectaculaires au classement général sur les différentes courses par étapes auxquelles il a participé.
Hormis le Tour, ses courses de prédilection furent la Course au soleil, à savoir Paris-Nice, et le Grand Prix de Plouay, réputé à l'époque comme étant l'une des plus grandes courses en termes de popularité. Il a participé à dix reprises à ces deux courses et les a toutes achevées. Il finit deux fois dans les dix premiers du Grand Prix de Plouay et cinq fois dans les quinze premiers de Paris-Nice. Le breton a en effet souvent brillé dans les courses par étapes, compétitions qu'il affectionne particulièrement, mais il est également capable de s'illustrer dans les courses d'un jour, ayant notamment remporté le Trophée des grimpeurs en 1996 ou encore la Polynormande deux ans plus tard.
En 2002, après onze saisons passées chez les professionnels, il décide de prendre sa retraite, devenant l'un des premiers sportifs à démissionner alors qu'il était encore sous contrat avec l'équipe BigMat Auber 93. Il est ensuite directeur sportif de l'équipe Saur-Sojasun et devient par la suite coach d'entreprises. Il est diplômé HEC-1, et exerce ses fonctions de coach depuis 2014. Il dirige une entreprise de coaching, W-inner, depuis 2012, dont le but est d'accompagner des chefs d'entreprises dans différentes situations. En 2019, il revient dans le peloton professionnel, en tant que responsable de l'équipe américaine Rally Cycling sur le calendrier européen, un poste qu'il garde jusqu'en novembre 2021.
Heulot devient manager général de la structure Lotto-Dstny au début de l'année 2023.

## Repères biographique

### Jeunesse et carrière amateur
Stéphane Heulot est né le 20 mars 1971 à Noyal-Châtillon-sur-Seiche, à quelques kilomètres au sud de Rennes. Il remporte sa première course à 7 ans dans son village natal. Son père, Alain Heulot, est alors coureur également. Ses parents, lui suggérant toutefois qu'il est trop jeune pour pouvoir pratiquer le cyclisme, décide de lui faire goûter d'autres sports. Il se met au football. Mais son attachement au cyclisme reste le même et quelquefois, lorsqu'il termine ses devoirs, il peut aller à la rencontre de son père à vélo pour suivre les courses, stratégies, débriefings des différentes courses.
Élève au lycée Saint-Vincent de Rennes, Stéphane Heulot attend d'avoir ses quinze ans pour pouvoir commencer la compétition. Et c'est ainsi que le 8 mars 1986, il remporte sa première course à Melesse, dans la catégorie cadets. Le rennais a remporté une cinquantaine de courses durant ses deux premières années. Par ailleurs, il devient champion de France du contre-la-montre par équipes avec le comité de Bretagne. Il signe à 19 ans dans le club de l'ASPTT Paris et termine second du grand prix de France sans oublier un nouveau titre en contre-la-montre par équipes, avec cette fois-ci le comité de l'Ile-de-France. Mieux encore, toujours chez les amateurs, il remporte le Tour de Normandie , alors qu'il court encore en catégorie amateur ainsi que la Manche-Atlantique. En parallèle, il effectue des études de kinésithérapeute et passe son baccalauréat scientifique. Très vite, un contrat professionnel lui est proposé.

## Carrière professionnelle

### Début chez les professionnels
Professionnel à partir de 1992 dans l'équipe R.M.O, Stéphane Heulot remporte à 20 ans une étape de l'Étoile de Bessèges et de Paris-Nice. Il y côtoie notamment Charly Mottet, avec qui il entretiendra d'excellents rapports. Parmi ses grands souvenirs, un stage de ski qu'il avait effectué au Grand-Bornand en compagnie de tous ses coéquipiers afin d'améliorer les trajectoires en descente, ce qui lui permettra de faire partie des meilleurs descendeurs au monde, en témoigne ses nombreuses attaques dans ce secteur sur le Tour de France, tel que lors de la 10e étape menant les coureurs à l'Alpe-d'Huez. Il utilisera cette méthode notamment en compagnie de son équipe Saur Sojasun. Il est victime d'une grave chute au cours de cette même année lors d'une petite course organisée en Italie.

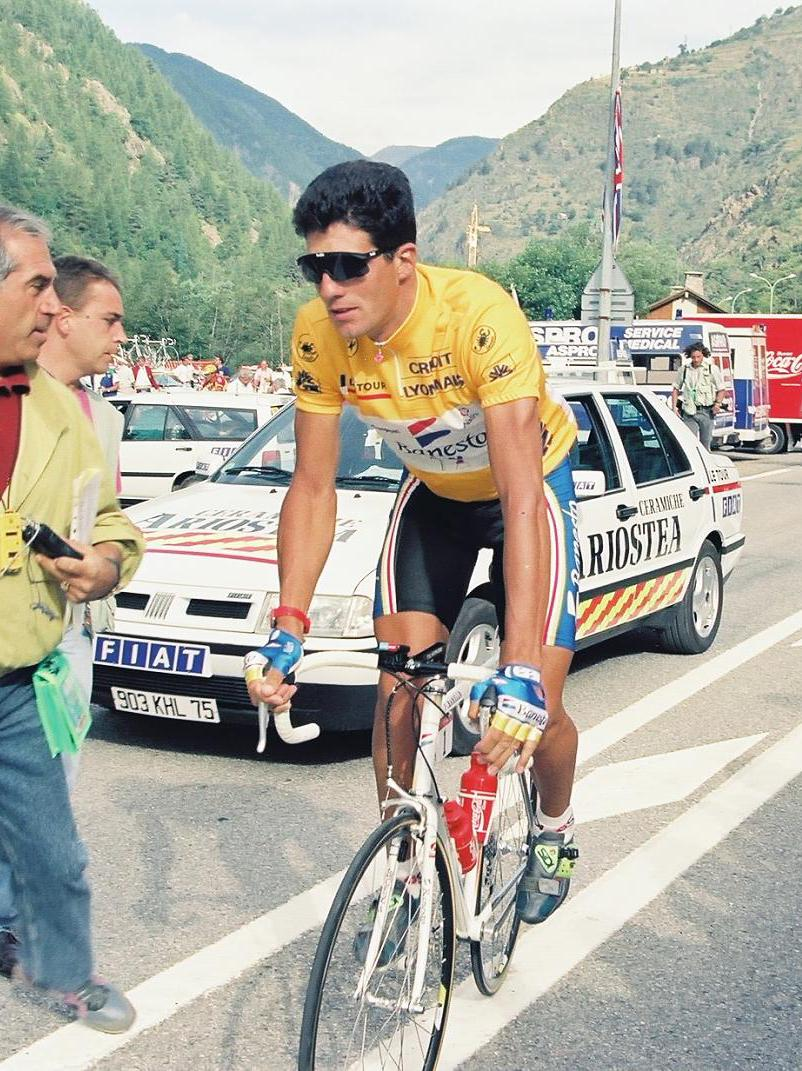
Miguel Indurain, ex-coéquipier de Stéphane Heulot de 1993 à 1995

Il part ensuite chez la Banesto de Miguel Indurain. Il fait partie de ces rares coureurs français à avoir évolué à l'étranger, mais la Banesto était réputée pour enrôler les futurs talents du cyclisme professionnel. Mais il ne court pas le Tour de France et est aligné sur le Tour d'Italie à trois reprises, de 1993 à 1995. Ses résultats sont de moins en moins bons, celui-ci ne communiquant quasiment jamais avec les autres coureurs, de peur d'être manipulé et ce par sa gentillesse et discrétion. Son exemple restant son leader Indurain, qu'il trouve très sympathique, discret.
Grâce à de bons résultats au cours de la saison, Stéphane Heulot fait partie de l'équipe de France lors des championnats du monde en 1994. Il accompagne entre autres Luc Leblanc, qui remporte la course, et Richard Virenque, qui finit troisième. Heulot finit quant à lui 19e, à près de 6 minutes de ce dernier. L'année suivante, il finit cinquième de Paris-Nice, son meilleur résultat dans une course qui lui réussit plutôt bien. Mais il n'est pourtant pas sélectionné sur le Tour de France, comme le lui avait promis son directeur sportif José Miguel Echavarri et doit, pour la troisième fois consécutive, concourir sur le Tour d'Italie, une course qu'il « déteste » en raison de son allergie au pollen. Il ne dispute cette année-là qu'une cinquantaine de jours de course. Il précisera par la suite que son passage à la Banesto lui a permis « d'apprendre l'espagnol et la patience ». En fin de contrat avec la Banesto, équipe étrangère qui l'éloigne de son foyer, il est prêt à arrêter le cyclisme et à se consacrer au travail, au monde de l'entreprise. L'hiver est dur, mais encouragé par sa famille, ses parents, son épouse, il repart dans le cyclisme et de plus belle car sa femme va accoucher d'un petit garçon. Ce dernier naît prématurément de 3 mois, sa femme est atteinte d'une septicémie heureusement guérie et son beau-frère décède des suites d'une myopathie. Après tous ces évènements, l'équipe Gan de Roger Legeay lui propose un contrat. Il accepte et signe un contrat d'un an.

### Grands résultats (1996-1999)

#### Saison 1996
Stéphane Heulot ne tarde pas à avoir de bons résultats en cette saison 1996. Après avoir terminé à la 9e place de la Flèche wallonne, remportée par l'Américain Lance Armstrong, il remporte notamment deux manches de la Coupe de France, Cholet-Pays-de-Loire ainsi que le Trophée des grimpeurs  devant l'Italien Riccardo Forconi. Sur le Critérium du Dauphiné libéré, il termine quatrième, suscitant l'admiration des spécialistes. Une semaine avant le départ de la « grande boucle », où il est sélectionné pour la première fois de par ses bons résultats, il participe au championnat de France, en compagnie d'une équipe solide et marqué par la non-participation de Laurent Jalabert. François Lemarchand, son coéquipier, est aux avant-postes en compagnie de Laurent Roux, courant pour la TVM. Mais il chute à cinq kilomètres de l'arrivée dans un virage en descente et Heulot, qui se trouvait jusque-là dans le groupe des poursuivants, s'en va seul et rattrape Laurent Roux. Il lance le sprint à 200 m de la ligne et devient champion de France. Treize ans après Marc Gomez, Heulot rapporte à la Bretagne un nouveau titre national. Mais il reste cependant marqué par la mort de Mariano Rojas, coéquipier de Jalabert chez la Once, décédé le matin-même. Il n'avait que 23 ans. Sur le podium, Stéphane Heulot ne peut retenir ses larmes, marqué par les différents évènements s'étant produit dans la journée ainsi que durant l'hiver précédent : « Dans la voiture qui nous emmenait au départ, Ronan Pensec m'a dit : « Tu sais que Rojas est mort ? » Ça m'a foutu un coup. Pendant toute la course je ne me sentais pas bien. J'y ai repensé sur le podium. Là c'est beau ce qui arrive, mais que va-t-il se passer dans une heure, un jour, un mois ? ». Stéphane Heulot connaissait en effet bien ce coureur. Lors du circuit de la Sarthe, il avait fini 3e du classement général juste derrière Rojas.
En compagnie du rouleur Chris Boardman et du sprinter Frédéric Moncassin, il participe pour la première fois au Tour de France en 1996, avec le maillot tricolore. Il se fait notamment porte-parole des coureurs français pour lutter contre le dopage et l'arrivée de nouveaux produits tels que l'E.P.O. Lors de la quatrième étape menant le peloton de Soissons au lac de Madine, alors que son coéquipier Frédéric Moncassin est maillot jaune, il prend part à une échappée formée dès le trentième kilomètre en compagnie de Cyril Saugrain avec qui il entretiendra par la suite d'excellents rapports, Danny Nelissen, Rolf Jaermann et Mariano Piccoli, meilleur grimpeur des deux derniers Tour d'Italie. Il reste 200 kilomètres à parcourir. Au sprint intermédiaire de Cuperly, les coureurs possèdent près de 18 minutes d'avance. Ne prenant pas les relais dans un premier temps - son coéquipier étant leader de la course - il se porta ensuite en tête du groupe dans le dernier tiers du parcours effectuant un travail considérable afin de creuser des écarts importants, sachant que le peloton s'est résigné, et qu'il se sent capable de faire un bon classement général au terme de ces trois semaines. Grâce à l'aide du vent et aux bordures qui se forment dans le peloton, les fuyards gardent une avance de quatre minutes et demie permettant à Saugrain de remporter l'étape et à Heulot d'échanger son maillot tricolore contre le maillot jaune,. Il prend également la tête du classement du meilleur jeune.
Il garde ce maillot lors des deux étapes suivantes, notamment félicité par son ex-coéquipier Miguel Indurain. Heulot a dû se battre pour conserver son maillot, à cause des conditions climatiques propices aux chutes. Mais la septième étape le voit souffrir en queue de peloton, victime d'une tendinite. Irrémédiablement lâché, alors qu'il se trouvait encore dans le groupe des favoris dans le Col de la Madeleine, il perd un quart d'heure et met pied à terre dans le Cormet de Roselend,, à bout de force. En réalité, Stéphane Heulot était victime d'une douleur au genou avant même d'avoir porté le maillot jaune. Mais au fur et à mesure des étapes, sa douleur s'aggrava, le contraignant ainsi à l'abandon. Celui-ci affirmait être terriblement déçu sachant qu'il avait de grandes chances de finir bien classé à l'issue des trois semaines de course, sa quatrième place au récent Dauphiné le prouvant.
A la fin de cette saison, Heulot remporte également la coupe de France, grâce notamment à ses victoires lors de Cholet-Pays de Loire et au Trophée des grimpeurs. Ce sera la seule saison que disputera le breton sous les couleurs de l'équipe Gan. Un salaire beaucoup plus important lui est proposé à la Française des Jeux, toute nouvelle équipe du peloton professionnel.

#### Saison 1997

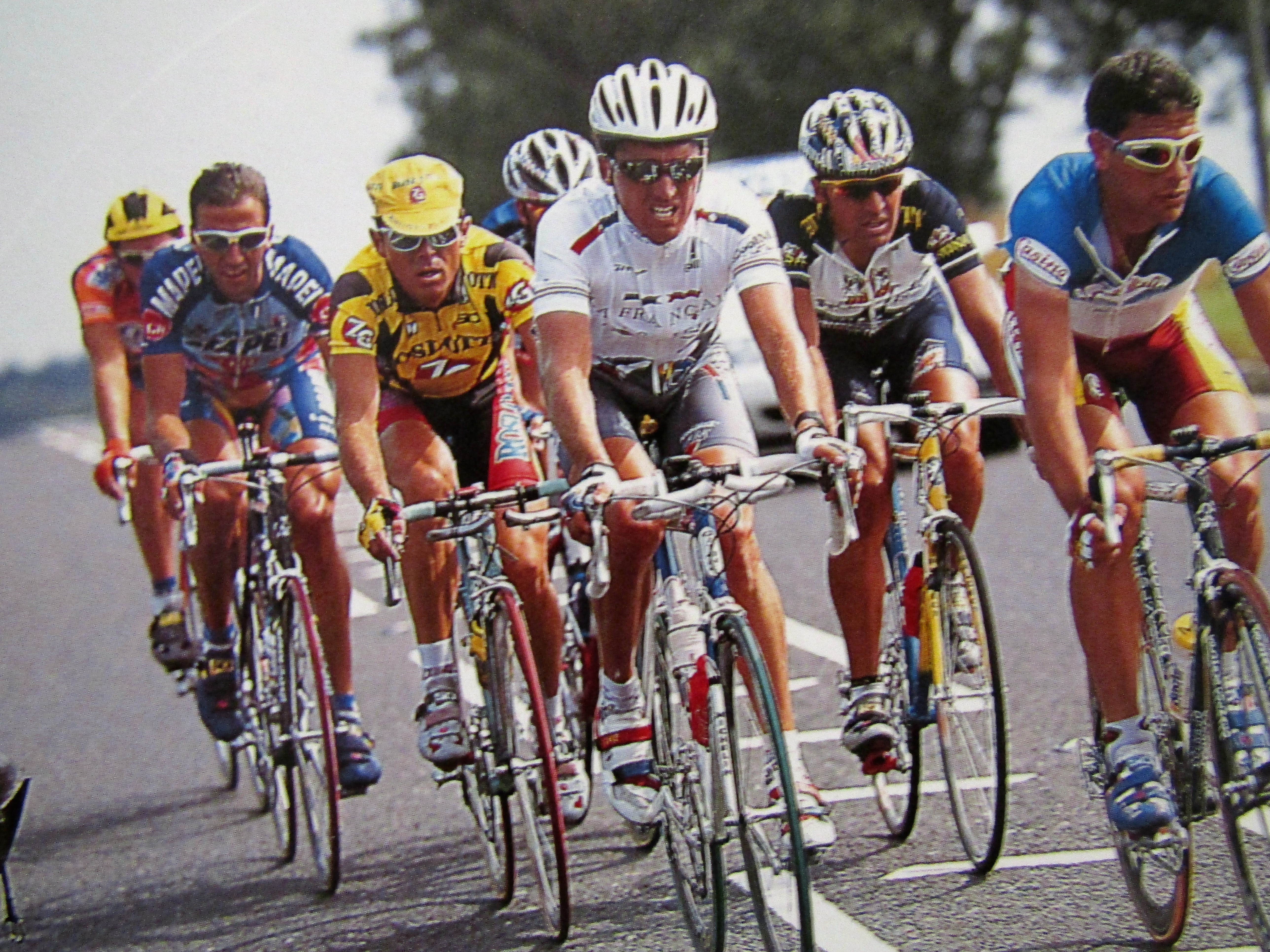
Stéphane Heulot, échappé lors de l'International Rochester Classic 1997

L'année suivante, Stéphane Heulot rejoint donc La Française des Jeux, équipe professionnelle dirigée par Marc Madiot. Celui-ci confie à Heulot le rôle de leader sur le Tour pour le classement général au même titre que Davide Rebellin, l'italien ayant fini sixième du dernier Giro après avoir porté durant quelques jours le maillot rose de leader. Pris dans une cassure dès la première étape, il perd une minute sur quelques favoris, mais il se rattrape en restant au contact des meilleurs lors de la 4e étape dont l'arrivée est jugée au sommet de la côte de Cadoudal, dans sa région natale. Il n'est cependant pas au mieux de sa condition et rate complètement son passage dans les Pyrénées, perdant près d'une demi-heure sur les favoris. À plusieurs reprises dans les Alpes, on le voit au contact des favoris et il s’échappa notamment en compagnie d'Aitor Garmendia lors de la 16e étape menant les coureurs en Suisse, marquée par le fléchissement de Bjarne Riis, vainqueur sortant du Tour. Il termine vingtième à plus d'une heure de l'Allemand Jan Ullrich.
Quelques jours plus tard, arrive la septième manche de la Coupe du monde, la Rochester Classic. Il prend part à la bonne échappée, mais se retrouve isolé en compagnie de quatre Italiens. « Je n'ai peut-être pas tout compris assez vite, regrette-t-il. Je ne suis sans doute pas assez vicieux. » Il termine quatrième de cette épreuve, remportée par Andrea Tafi. Il participe ensuite au Grand prix de Suisse, remporté par son coéquipier Davide Rebellin. Il termine quatrième, après avoir malencontreusement provoqué la chute d'un coureur de la Cofidis, l'Italien Maurizio Fondriest, dans le dernier kilomètre. Pour terminer la saison, Heulot décide de participer au Grand Prix Ouest-France, devant près de 200 000 spectateurs. « C'est le championnat du monde des Bretons », déclare-t-il pu avant le départ. Il attaque dès le départ en compagnie de coureurs tels Richard Virenque ou Chris Horner, son coéquipier, mais ne finit que septième, une nouvelle fois piégé par des coureurs Italiens, cette fois-ci de la Roslotto.

#### Saison 1998
Son début de saison est marqué par un incident lors de Tirreno-Adriatico. Comme la plupart des coureurs, il met pied à terre peu avant la ligne pour protester cotre des problèmes de sécurité concernant les multiples chutes produites à cause de la pluie. Ainsi, 125 coureurs arrivèrent donc hors-délais, et durent quitter la course. Mais quelques jours plus tard, il termine onzième de Milan-San-Remo dans le sillage des sprinters.

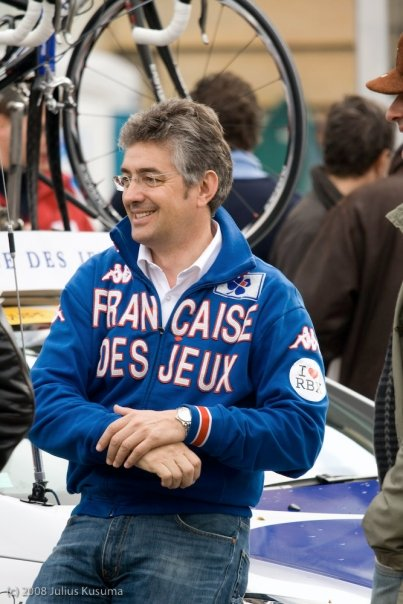
Marc Madiot, directeur sportif de Stéphane Heulot de 1997 à 2000.

En juin, Stéphane Heulot participe au championnat de France disputé au cœur du Massif Central, dans le circuit de Chamalières. Cette course, réservée aux grimpeurs, fut l'une des plus haletantes de ces dernières années : sur les 136 partants, seuls 25 coureurs furent classés. Heulot résiste aux attaques successives de Pascal Hervé et Luc Leblanc. Mais dans l'avant dernière montée, alors qu'ils ne sont plus que quatre à se disputer la victoire, le rennais est distancé, tout comme Richard Virenque. Malgré leur retour dans la descente, ils sont à nouveau lâchés dans la dernière montée. Virenque distance le coureur de la Française des Jeux dans les derniers kilomètres, le privant ainsi d'une place sur le podium. Il finit quatrième à 1 min 45 s de Laurent Jalabert. Laurent Madouas, cinquième, est à plus de trois minutes du breton.
Stéphane Heulot participe en 1998 à son troisième Tour de France. Toujours chez la Française des jeux, le leader est le Russe Evgeni Berzin, vainqueur du Tour d'Italie 1994 et porteur du maillot jaune en 1996 le soir où Heulot avait abandonné. Parmi ses coéquipiers, il retrouve notamment Xavier Jan, son copain d'enfance. Christophe Mengin, vainqueur d'une étape l'année précédente, reste aux côtés de Marc Madiot, tout comme l'ancien vainqueur de Paris-Roubaix, Frédéric Guesdon.
Lors de la première semaine, Heulot reste au contact des leaders, ne perdant que très peu de temps sur des coureurs tels Jan Ullrich ou Laurent Jalabert. Ainsi, il termine treizième du prologue à onze secondes du vainqueur Chris Boardman et six secondes du grand favori Jan Ullrich. Arrive le contre-la-montre de Corrèze. La veille, au soir, les coureurs de Festina ont été exclus du Tour. Heulot réalise un exploit, terminant neuvième, à 2 min 22 s de Jan Ullrich, alors nouveau leader du Tour. Son coéquipier Berzin est septième, pour 1 seconde seulement. Il s'offre même le luxe de battre des spécialistes comme Bjarne Riis, beaucoup plus loin au classement, et rivalise avec Abraham Olano, ne perdant que 8 secondes sur ce dernier. Il remonte dans les 20 premières places du général.
Trois jours plus tard, lors de la première étape pyrénéenne, il réussit à se hisser à la neuvième place du général, ne perdant qu'une minute sur les autres favoris. Au classement général, il se trouve à moins de quatre minutes d'Ullrich, à nouveau maillot jaune. Malgré une contusion à la cuisse gauche provoquée par une chute la veille le lendemain, Heulot attaque, espérant revêtir le maillot jaune. Lors de la descente du col de la Core, Heulot part donc en contre-attaque avec l'expérimenté Andrea Tafi, coureur italien de la Mapei, et arrive au pied du plateau de Beille avec 2 minutes de retard sur le Suisse Roland Meier. Malheureusement, les poursuivants se font déborder à 12 kilomètres du sommet par un Pantani ayant perdu beaucoup de temps les jours les jours précédents et se font rejoindre, puis distancer par le groupe maillot jaune. Le rennais paye ses efforts, et descend autour de la quinzième place du général.
La treizième étape voit le peloton laisser s'échapper un groupe de 12 coureurs, dont le rennais. Celui-ci fait partie des six rescapés pour la victoire d'étape, détachés dans la côte de Gordes. Dans la descente du col de Murs, Heulot tente de s'enfuir, mais il est rattrapé par ses compagnons d'échappés. Au terme d'un sprint très serré, il termine quatrième, handicapé par un journal s'étant collé sur son visage dans les deux-cents derniers mètres, derrière Andrea Tafi et remonte à la huitième place du général, à 5 min 5 s de Jan Ullrich. Vient alors la terrible étape du Galibier, puis de l'ascension finale vers les Deux Alpes. Heulot, comme la plupart des coureurs, craque rapidement et finit loin du vainqueur, Marco Pantani, à environ un quart d'heure. Ce dernier devient nouveau leader du Tour. Le lendemain, nouvelle étape alpestre, et comme dans les Pyrénées, Heulot s'échappe, dès le début de l'étape, en compagnie de Rolf Aldag et Andrei Teteriouk. Heulot passe en tête les cols de la Chartreuse, de la Porte, du Cucheron, du Granier et du Grand-Cucheron. À 80 kilomètres de l'arrivée, les trois échappées possèdent 6 minutes et demie d'avance sur le groupe maillot jaune. Dans les premiers lacets du col de la Madeleine, il distance ses compagnons, mais ne peut suivre les deux contre-attaquants, Ullrich et Pantani, l'Allemand réagissant à sa lourde défaite d'hier. « Pour gagner, il aurait fallu que je bascule avec eux, mais j'avais produit trop d'efforts pour pouvoir m'accrocher », reconnait Heulot, récompensé par le prix de la combativité Cœur de Lion. Il passe la ligne d'arrivée en neuvième position, accompagné d'un groupe de poursuivants, notamment composé de Rinero, Escartin, Boogerd ou encore l'ancien vainqueur du Tour Bjarne Riis. Il n'est pas piégé dans les cassures provoqués lors de la dix-huitième étape, lui permettant de reprendre quelques places au général.
Auteur d'une bonne prestation lors du contre-la-montre final du Creusot, Heulot termine treizième de ce Tour marqué par les affaires de dopage. Lors de l'étape des Champs-Élysées, il improvise une séance de photographie sur son vélo, manquant de faire chuter certains coureurs… avec le sourire. Stéphane Heulot s'illustre une dernière fois sur cette dernière étape en compagnie de Viatjeslav Ekimov. Il se font rattraper à quelques kilomètres de l'arrivée. Stéphane Heulot a réussi son meilleur Tour de France terminant cinquième du classement de la montagne avec 152 points et troisième du classement de la combativité, derrière Andrea Tafi, avec 49 points.
Quelques semaines plus tard, il finit troisième du Grand prix de Plouay, à plus de 3 minutes de Pascal Hervé, pensionnaire de l'équipe Festina.

#### Saison 1999
Toujours à la Française des Jeux, Heulot termine cinquième du critérium du Dauphiné, passant proche de la victoire lors de la seconde étape. Il réalise un excellent Tour du Limousin (vainqueur de la seconde étape) qu'il remporte devant le polonais Gregorz Gwiazdowski.

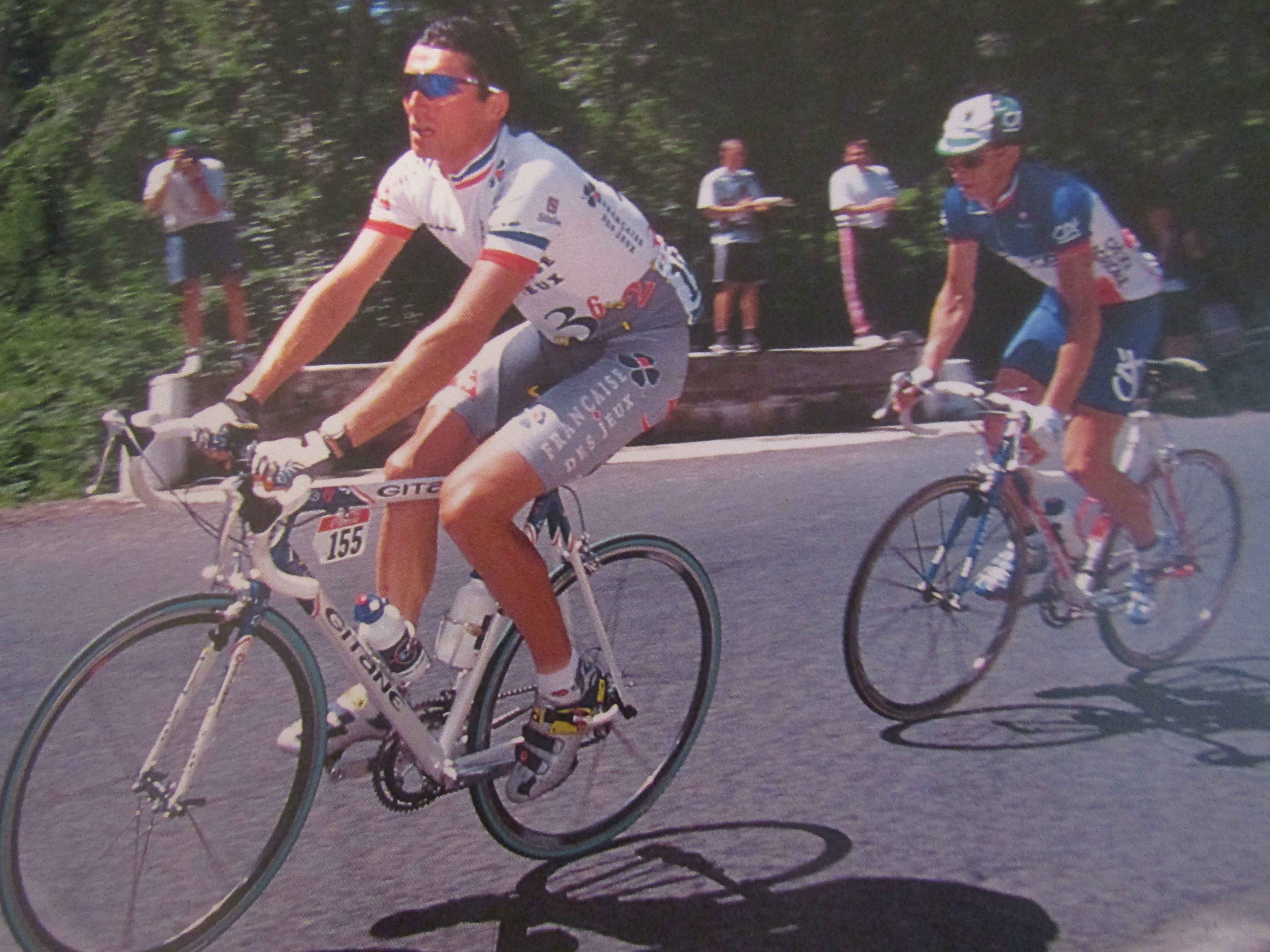
Stéphane Heulot et François Simon, échappés lors de la 12e étape du Tour de France 1999

Sur le Tour, le breton n'est pas au meilleur de sa forme. Il fait partie de la quinzaine de coureurs qui n'ont pas été piégé lors de la chute de passage du Gois, en compagnie de Kirsipuu, Armstrong, Cipollini ou encore Zabel. Malgré une échappée lors de la quatrième étape et quelques secondes de bonifications empochées, il perd du temps dans le contre-la-montre de Metz et lors de la première étape de montagne, menant les coureurs à Sestrières. Alors qu'Armstrong écrase le Tour, Stéphane Heulot s'échappe en compagnie de Thierry Bourguignon lors de l'étape menant à l'Alpe d'Huez, le quatorze juillet. Ils se présentent au col de la Croix-de-Fer avec 11 minutes d'avance. Ils se sont détachés à la faveur de la longue descente du col du Mont-Cenis. Au col, leur avance est de près de cinq minutes, à 55 kilomètres de l'arrivée, tandis qu'à 25 kilomètres de l'arrivée, l'écart dépasse encore les 4 minutes. Heulot lâche Bourguignon dès les premiers lacets et porté par la foule, croit en la victoire. Mais il se fait rejoindre par le groupe du maillot jaune à 3 500 mètres de la ligne d'arrivée et doit laisser l'Italien de la Telekom Giuseppe Guerini remporter l'étape. « J'ai attaqué par dépit, j'ai voulu tenter quelque chose de fou » dira après coup Heulot, à l'issue de cette échappée de 140 kilomètres. « J'ai pensé à ma famille, j'ai passé aux difficiles moments qu'on a passé et au cyclisme français. Malheureusement, je ne suis pas récompensé. » Il parvient à limiter les dégâts et finit à une minute du groupe des favoris.
Lors de la douzième étape, menant les coureurs de Saint-Galmier vers Saint-Flour, Heulot se hisse une nouvelle fois dans une échappée en compagnie d'une dizaine d'autres coureurs et termine à une minute et demie du vainqueur David Etxebarria. En reprenant onze minutes au peloton, il s'installe provisoirement à la sixième place du classement général, alors qu'il occupait la vingt-et-unième le matin même. Il craque cependant dans la quinzième étape, pyrénéenne, dans le col de Peyresourde puis à Piau-Engaly, perdant ainsi un quart d'heure sur les leaders. Son excellent contre-la-montre final au Futuroscope lui permet de finir quatorzième du Tour, à 28 minutes de Lance Armstrong, et deuxième Français au général derrière Richard Virenque, huitième.

### Fin de carrière
En 2000, Heulot réalise une mauvaise saison, n'ayant aucun résultat d'envergure. Son entraîneur de l'époque était Frédéric Grappe, qui venait tout juste d'arriver à la Française des Jeux. Une chute lors du MidiLibre le contraint à l'abandon et laissa penser qu'il ne pourra disputer le Tour de France, en raison d'une possible fracture de l'humérus. Finalement, il n'en sera rien. Il abandonne lors de la 14e étape du Tour de France, alors qu'il était en bonne condition et qu'il avait terminé cinquième de l'étape la veille. La tension entre lui et Marc Madiot se fait ressentir : « J'ai peut-être un seul vrai regret : avoir eu la malchance de croiser, un jour, Marc Madiot… C'est mon véritable ressentiment.  » Fin novembre, après trois mois de négociation, il signe avec l'équipe BigMat Aubervilliers 93. Il sera le nouveau leader de l'équipe.
En cette première saison sous les couleurs de l'équipe BigMat, Heulot retrouve d'excellentes sensations et termine à plusieurs reprises dans les places dites d'honneur. Malgré une chute au Midi Libre, il termine 18e du Dauphiné. 2001 voit sa dernière apparition sur le Tour, car l'équipe ne sera plus sélectionnée. Pour sa dernière participation donc, le bretillien reste tout de même optimiste : « Si l'on parle de rêve, alors le mien serait de remporter une grande étape de montagne ». Le rennais chute à deux reprises lors de l'étape entre Aix-les-Bains et l'Alpe d'Huez. Il souffre d'une côte fêlée, mais malgré cela il décide de continuer et on le voit à l'attaque dès le départ de la 13e étape qui emmène les coureurs au Pla d'Adet. Il participe à une échappée lors de la 16e étape et terminera 6e de cette étape. Ce sera la dernière fois que le français sera aux avant-postes sur le Tour. Il termine à la 40e place du classement général. Sa seule grande victoire lors de courses par étapes hors Tour fut le Tour du Limousin en 1999. Il a également participé au championnat du monde sur route élite entre 1992 et 2001, terminant à chaque reprise la course.
Pour sa dernière saison, en 2002, il finira 13e de Paris-Nice. Il participera pour la 1re fois au Tour d'Espagne, mais abandonnera au cours de la 6e étape. Il annonce mettre un terme à sa carrière à la fin de l'année 2002, à 31 ans, alors qu'il lui restait un an de contrat. Il annonce ainsi son retrait de l'équipe le 8 février 2003, alors que son équipe voulait lui faire prolonger son contrat. Lui-même explique que ce choix vient du cœur, et que son entourage ainsi que le monde du cyclisme fut surpris d'apprendre qu'il arrête sa carrière. Le New York Times rédigera même un article à son égard, précisant qu'un « coureur cycliste français a compris qu'il est temps de partir » en raison des nombreuses affaires de dopage. Fait rarissime, il est l'un des premiers coureurs cyclistes, et même sportif professionnel, à démissionner alors qu'il était encore sous contrat.

## Après-carrière et vie privée
En 1998, il crée les bases de sa future structure professionnel dans sa ville natale. L'année suivante, il crée la société Heulot Promotion Communication, une SARL unipersonnelle spécialisée dans le secteur d'activité du traitement de données, hébergement et activités connexes. Heulot est gérant de son entreprise. Trois ans plus tard, il crée avec son épouse un espace de bronzage à Rennes, « Rennes au soleil ». À partir de 2003, il crée un centre de formation cycliste, qu'il dirige lui-même. En 2008, il crée l'équipe professionnelle Besson Chaussures  et en devient le manager. Il est également P-DG de la SA Breizh Cyclisme Compétition. Entre-temps, il était vice-président de la fédération française de cyclisme. Son équipe passe professionnel en 2009 et participe au Tour de France de 2011 à 2013. En 2010, cette équipe devient Saur-Sojasun puis Sojasun en 2013. Faute de sponsors et de moyens, l'équipe ne peut repartir l'année suivante et disparaît donc.
En 2014, Stéphane Heulot intègre le staff de l'équipe Cannondale en tant que directeur du développement de la performance. Auparavant, il était dans les services de communication de l'équipe Saunier-Duval, équipe malheureusement connue pour ses pratiques dopantes. Il l'avait quitté, en conflit avec les directeurs sportifs et l'encadrement.
Une course cyclo-sportive, à Noyal-Châtillon-sur-Seiche, sa ville natale, porte son nom.
Retiré du monde du vélo en 2015, il devient coach d'entreprises pour permettre à ses clients d'aller chercher leur réponses à leur questionnement selon leur posture. Il est certifié HEC-1, et a commencé sa formation à Paris. Il surveille également les performances de son équipe Sojasun espoir, en tant que membre de l'encadrement technique.
Fin novembre 2018, il décide d'intégrer l'encadrement de l'équipe Rally Cycling, une équipe professionnelle continentale nord-américaine, devenant manager général et numéro deux de cette formation. Par ailleurs, il préserve également son poste de direction au sein de l'équipe bretilienne Sojasun espoir. Cinq ans après avoir quitté le monde professionnel, son objectif est d'amener cette équipe outre-atlantique au Tour de France. Il quitte ce poste en novembre 2021.
Heulot est nommé à partir du 1er janvier 2023 manager général de la structure Lotto-Dstny par la direction de la Loterie nationale belge. Son poste inclut la direction de l'équipe masculine, l'équipe féminine et de l'équipe continentale.
En parlant de son passé de coureur cycliste professionnel, il évoque que « le cyclisme est un monde dur, cruel, un monde d'hypocrite, d'intéressé ».
Le Breton est également passionné de triathlon et de voile.
Il est marié, père de six enfants, et vit aujourd'hui à Beveren-Leie, en Belgique, près de Lille.

## Position contre le dopage
Stéphane Heulot a toujours pris position contre le dopage. Il affirme lors d'un débat télévisé le soir de l'arrivée du Tour 98 que le peloton était déjà au courant de toutes ces affaires de dopage, mais qu'il est difficile d'agir seul et qu'il est inconcevable de tout rejeter sur les coureurs. Il lâche à propos de son coéquipier Christophe Bassons, alors à la Française des jeux lors du Tour de France 1999 : « C'est lâche ! (…) On est vingt-deux à la Française qui avions tous envie de faire ce Tour. Il a pris la place de quelqu'un et se retire sans véritable raison. Juste à cause de ses « nerfs » comme il dit. » Bassons, qui dénonçait le fait que le dopage soit encore présent au cœur du peloton, avait abandonné sous pression des coureurs et des médias, notamment du leader de l'épreuve Lance Armstrong. Heulot et Bassons avaient pourtant de bons rapports, ils avaient notamment dormi dans la même chambre l'avant-veille.
Celui-ci, chargé des relations publiques pour le groupe Saunier-Duval sur le Tour de France, entre 2005 à 2007, dit avoir alerté les dirigeants de l'équipe sur l'affaire de cette équipe lors du Tour de France 2007 : selon lui, il existait un dopage organisé au sein de cette équipe et avait alerté ses dirigeants sur les « performances » de certains coureurs. « Il y a trois jours, Thierry Leroy, le PDG, m'a appelé pour me demander ce que je pensais de ces victoires. Il voulait croire qu'ils gagnaient parce que les autres avaient arrêté de se charger. Je lui ai répondu que non, il ne fallait surtout pas y croire… Le dopage est tellement ancré chez certains managers, comme Gianetti, qu'ils ne peuvent pas concevoir le cyclisme autrement », dit-il. Sur les autres affaires de dopage, il estime qu'avec « Beltran et Dueñas, on a pris des mecs qui n'ont jamais fait un mètre de vélo sans se charger. Mais la très bonne nouvelle, c'est qu'on a aussi chopé un coureur, Riccò, et sans doute son équipe, qui se croyait à la pointe du dopage et qui pensait ne jamais se faire prendre. »
Il affirme être passé à côté du dopage durant sa carrière, alors que Willy Voet l'accuse indirectement dans un de ses livres, comme la quasi-totalité des coureurs de l'époque. Pourtant, le Breton, à l'instar de la plupart des coureurs célèbres de l'époque, n'a pas une seule fois été contrôlé positif durant sa carrière.
Lorsque son équipe Sojasun ne fut pas sélectionné sur le Tour de France 2010, Stéphane Heulot a accusé l'organisation d'avoir préféré l'équipe BMC du champion du monde Cadel Evans : « Evans n'a aucune chance de gagner le Tour… Et puis, cette équipe, il ne faut pas oublier, est dirigée par les mêmes qui étaient à la tête de la Phonak [impliquée dans des affaires de dopage]. Ça me fait mal de voir ces gens, qui ne sont ni sourds ni aveugles sur ce qui s’est passé, revenir fiers comme Artaban en se payant le champion du monde comme seul atout pour une sélection sur le Tour. »
Une fois le Tour de France 2020 achevé et remporté à la surprise générale par le jeune Tadej Pogacar, Stéphane Heulot manifeste son mécontentement et un certain dégoût vis-à-vis du résultat, qui, selon lui, est tronqué par des suspicions de dopage. 
«Honnêtement, je ne regarde plus le Tour depuis dimanche et la montée du Grand-Colombier, je n’y arrive plus, en fait… Il y a des choses assez faciles à évaluer, quand même, en termes de performance. J’ai du mal à comprendre comment un coureur de 75 kg peut monter à une vitesse folle un col et maintenir sa montée ensuite. En termes de vitesse ascensionnelle, on a vu des trucs qui n’étaient pas possibles, non plus, pour certains… Je pense qu’on a encore passé un cran. Car on est peut-être sur du dopage chimique, mais aussi électrique… Vous voyez l’émoticône avec l’envie de vomir, et bien je ressens ça, ça me dégoûte…»
Stéphane Heulot précise sa pensée en réitérant les mêmes accusations que dix ans plus tôt lorsqu'il pointait du doigt le fait que les dirigeants reconnus coupables ou très fortement suspectés d'affaires de dopage dans les années 2000 soient encore responsables de coureurs et d'équipes professionnelles. « Que des personnes comme ça, ou comme d’autres, soient encore dans le cyclisme aujourd’hui, c’est impensable. C’est une vraie faute. À mon sens, on ne pourra jamais changer le système si l’on ne change pas les hommes. Le dopage sera là tant que des gens seront indéboulonnables. C’est comme si demain, Al Capone était ministre de la Justice… »

## Palmarès

### Palmarès amateur
| - Amateur - 1989-1991 : 57 victoires - 1989 - Trophée Louison-Bobet - Tour du Léon - 2e du Tour de l'Abitibi - 1990 - Champion de France du contre-la-montre par équipes - Circuit du Mené - Loire-Atlantique Espoirs : - Classement général - 3e étape - Challenge Mayennais - Circuit des Deux Provinces - Tour d'Ille-et-Vilaine : - Classement général - 2ea étape (contre-la-montre) - Triomphe Breton - Élan Breton (contre-la-montre) | - 1991 - Champion de France du contre-la-montre par équipes - Manche-Atlantique - Tour de Normandie - Grand Prix de Névez - 2e de Paris-Épernay - 2e du Grand Prix de France |  |

### Palmarès professionnel
| - 1992 - 1re étape de l'Étoile de Bessèges - 7e étape de Paris-Nice - 1994 - Circuit de la Sarthe : - Classement général - 4ea étape (contre-la-montre) - 1995 - 5e de Paris-Nice - 1996 - Champion de France sur route - Cholet-Pays de Loire - Trophée des grimpeurs - Coupe de France - 2e de la Polynormande - 3e du Circuit de la Sarthe - 4e du Critérium du Dauphiné libéré - 9e de la Flèche wallonne - 1997 - 3e de la Klasika Primavera - 4e du Grand Prix de Suisse | - 1998 - Polynormande - 3e du Grand Prix de Plouay - 3e du Grand Prix de Wallonie - 1999 - Tour du Limousin : - Classement général - 2e étape - 3e de la Polynormande - 5e du Critérium du Dauphiné libéré - 6e du Grand Prix du Midi libre - 2000 - 3e du Tour du Limousin - 2001 - 2e de la Route Adélie - 3e du Circuit de l'Aulne - 3e des Quatre Jours de Dunkerque - 2002 - 2e de la Route Adélie - 3e d'À travers le Morbihan |  |

### Résultats sur les grands tours

#### Tour de France
6 participations
- 1996 : abandon (7e étape),  maillot jaune pendant 3 jours
- 1997 : 20e
- 1998 : 13e
- 1999 : 14e
- 2000 : abandon (14e étape)
- 2001 : 40e

#### Tour d'Espagne
1 participation
- 2002 : abandon (6e étape)

#### Tour d'Italie
3 participations
- 1993 : abandon (4e étape)
- 1994 : 65e
- 1995 : abandon (15e étape)

### Classements mondiaux
Stéphane Heulot a été classé au mieux 45e en fin d'année au classement UCI en 1996.
| Année          | 1992 | 1993 | 1994 | 1995 | 1996 | 1997 | 1998 | 1999 | 2000 | 2001 | 2002 |
| -------------- | ---- | ---- | ---- | ---- | ---- | ---- | ---- | ---- | ---- | ---- | ---- |
| Classement UCI | nc   | nc   | nc   | 220e | 45e  | 57e  | 86e  | 51e  | 215e | 89e  | 394e |